# Октябрський (Майкопський район)
Октябрський (рос. Октябрьский; адиг. Чъэпогъу) — хутір Майкопського району Адигеї Росії. Входить до складу Кіровського сільського поселення.
Населення — 52 особи (2015 рік).